# ドルナッハの戦い
ドルナッハの戦い（ドルナッハのたたかい）は、1499年7月22日にスイスのドルナッハで勃発した戦闘。シュヴァーベン戦争中に神聖ローマ皇帝マクシミリアン1世の部隊（シュヴァーベン同盟軍）と原初同盟との間で起こった。マクシミリアン1世にとっては決定的な敗北となり、シュヴァーベン戦争はこれにて終結した。

## 経過
7月19日、ドルネック城を行進するシュヴァーベン同盟軍が目撃され、スイスのゾロトゥルンはベルンに助けを求めた。これに応じてベルンは5,000人、チューリッヒは400人の援軍をそれぞれ送り、またウリやウンターヴァルデンおよびツークからのより小さな派遣団もドルナッハに移動し始めた。 
7月20日、さらに600人の兵士がルツェルンを出発した。神聖ローマ帝国側は約16,000人の軍隊を有していたが、この時多くはビアス（Birs）で入浴していた。
7月22日の最初の攻撃はベルン、チューリッヒ、ゾロトゥルンの軍隊によって実行されたが、撃退された。しかしルツェルンとツークからの援軍が「角笛と雄叫び」とともに森から突然飛び出して彼らのもとに到着すると、数時間の戦闘の後に帝国軍は逃亡していった。 
帝国軍の指揮官、ハインリッヒ・フォン・フュルステンベルクは戦闘の初期段階で死亡し、ユーバーリンゲンに滞在していたマクシミリアン1世は敗戦の知らせを聞いて打ちひしがれたという。

## 結果
ドルナッハの戦いはスイスと神聖ローマ帝国間の最後の武力紛争となった。9月22日に結ばれたバーゼルの和約によって戦争は終結し、スイス連邦は戦略的に勝利をおさめた。この結果、スイスの諸州に対する帝国アハト刑は取り消され、スイスと十裁判区同盟間の同盟も認められた上、トゥールガウもスイスの管轄下に置かれた。 
1949年に戦いを記念してドルナッハに記念碑が建てられた。 

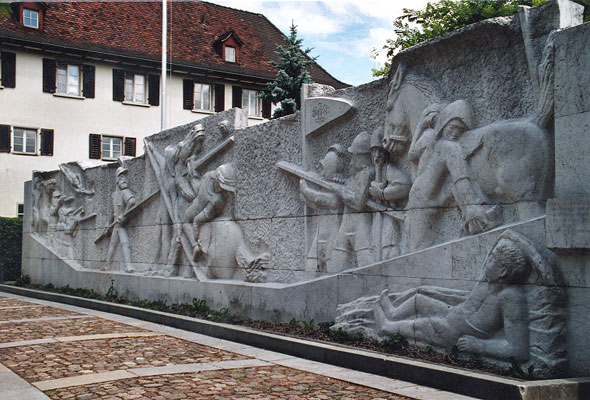
ドルナッハの記念碑